# Microregione di Gurupi
Gurupi è una microregione dello Stato del Maranhão in Brasile, appartenente alla mesoregione di Oeste Maranhense.

## Comuni
Comprende 14 comuni:
- Amapá do Maranhão
- Boa Vista do Gurupi
- Cândido Mendes
- Carutapera
- Centro do Guilherme
- Centro Novo do Maranhão
- Godofredo Viana
- Governador Nunes Freire
- Junco do Maranhão
- Luís Domingues
- Maracaçumé
- Maranhãozinho
- Turiaçu
- Turilândia